# Liu Shiwen
Liu Shiwen (en chino tradicional, 劉詩雯; en chino simplificado, 刘诗雯; pinyin, Liú Shīwén; Liaoning; 12 de abril de 1994) es una jugadora de tenis de mesa china, cinco veces ganadora de la Copa del Mundo —entre los años 2009 y 2019— y campeona mundial en 2019.

## Carrera
Al principio, su abuela profetizó una carrera como escritora para la joven Shiwen, ya que la sílaba Shi significa poema en su nombre. Sin embargo, dado que había muchos jugadores de tenis de mesa en su zona en ese momento, su madre decidió dedicarse al tenis de mesa. Como la madre soñaba con ganar dinero ella misma, transfirió el plan a Liu Shiwen. A la edad cuatro años, comenzó a jugar al tenis de mesa, primero con su madre como entrenadora. A los cinco años, cambió a la mano del entrenador Zhang Jingqing. Entonces comenzó su carrera oficial.
A la edad de siete años, Liu enfrentaba una decisión difícil porque Zhang Jingqing fue llamado a Guangdong y le ofreció seguirlo. Las provincias estaban a 3000 kilómetros de distancia. Finalmente, su madre decidió dejar que Liu se mudara a Guangdong. Shiwen, sin embargo, a menudo sufría de nostalgia y tampoco podía mejorar su entrenamiento. Es por eso que su madre renunció a su trabajo y se mudó a Guangdong también. Así que su desempeño mejoró y llegó al equipo nacional en Guangdong. En la competencia de la ciudad Chinese City Games se enfrentó a oponentes del equipo nacional y logró cuatro victorias y cinco derrotas. Como resultado, los expertos se dieron cuenta y ella tuvo la oportunidad de venir B equipo nacional. En 2004 ganó todas los partidos, por lo que entró en A-squad. En 2007, participó en un Campeonato del Mundo, pero se retiró directamente. En los Juegos Nacionales Chinos, derrotó a Li Xiaoxia en la final, y se dio cuenta nuevamente.
En 2009 ganó la Copa del Mundo por primera vez, en la final derrotó a Li Xiaoxia. También ganó medallas de bronce y avanzó al top 10 en el ranking mundial. En el World Tour ganó varios torneos. En 2010, el equipo chino perdió decepcionantes ante Singapur en la Campeonato del Mundo. El propio Liu no pudo soportar la presión y perdió en sus dos sencillos, Feng Tianwei y Sun Beibei. En la Copa Asiática, se hizo con una victoria final sobre Ding Ning, también ganó algunos torneos del Circuito Mundial. Durante el resto del año, ella fue la número 1 en el ranking mundial. En 2011 en la Campeonato del Mundo, fue derrotada 2-1 por 2-4 contra Ding Ning y se llevó el bronce. En 2012, Liu ganó el oro por segunda vez en la Campeonato del Mundo, con el equipo ganó el oro. En el Campeonato de Asia, fue derrotada de nuevo, no china, es decir, Yu Mengyu, pero se quedó bronce y oro con el equipo. Sin embargo, Liu ganó la Grand Finals de la ITTF World Tour de la Copa de Asiática y la Pro (Mundial). En 2013, Liu nuevamente ganó el oro en la Copa del Mundo y también en la Copa del Mundo con el equipo. En la final del Campeonato del Mundo perdió ante el chino Li Xiaoxia, en el doble Liu también trajo plata. Ella ganó la Grand Finals de la ITTF contra Zhu Yuling. En 2014, China venció a Japón en el Campeonato del Mundo. En 2015 ganó la Copa del Mundo por cuarta vez, esta vez contra Kasumi Ishikawa en la final. En los Campeonato del Mundo en Suzhou se perdió después de una ventaja de 2-0 en el séptimo set, la victoria contra Ding Ning.
En la Grand Finals de la ITTF, se perdió la semifinal, que perdió ante Zhu Yuling. En 2016 ella tomó el oro por tercera vez consecutiva en la Campeonato del Mundo y también fue de enero a septiembre por segunda vez número 1. 
En 2017 ella ganó el WC bronce, 2018 con el equipo oro.
El 20 de octubre de 2019 se alzó con la victoria en la final de la Copa del Mundo, celebrada en Chengdú, siendo la quinta vez en su carrera que logra este galardón. Se convirtió así en la primera vez que un/una jugador/a lograra esa cifra de medallas de oro en dicha competición.

## Éxitos

#### Individual
- Campeonato del Mundo: 2009, 2011, 2017- bronce; 2013, 2015- plata
- Copa del Mundo: 2009, 2012, 2013, 2015, 2019- oro
- Grand Finals de la ITTF World Tour: 2011, 2012, 2013- oro
- Copa de Asia: 2010, 2012, 2013, 2016- oro; 2015, 2017- plata
- Campeonato de Asia: 2009, 2012, 2017- bronce; 2013- oro

#### Doble
- Campeonato del Mundo: 2015, 2017- oro; 2013- plata
- Campeonato de Asia: 2004, 2005-oro; 2013-plata

#### Equipo
- Campeonato del Mundo: 2012, 2014, 2016, 2018- oro

- Copa del Mundo: 2009, 2010, 2013